# Hilary Stellingwerff
Hilary Stellingwerff (* 7. August 1981 in London als Hilary Edmondson) ist eine ehemalige kanadische Mittel- und Langstreckenläuferin, die sich auf den 1500-Meter-Lauf spezialisiert hat.

## Sportliche Laufbahn
Erste internationale Erfahrungen sammelte Hilary Stellingwerff im Jahr 1999, als sie bei den Panamerikanischen Juniorenmeisterschaften in Tampa in 4:36,87 min den fünften Platz im 1500-Meter-Lauf belegte. Bei den Crosslauf-Weltmeisterschaften 2005 in Saint-Étienne gelangte sie nach 14:44 min auf den 59. Platz im Kurzrennen. Im August belegte sie bei der Sommer-Universiade in Izmir in 4:17,78 min den siebten Platz über 1500 Meter und im Jahr darauf gelangte sie bei den Commonwealth Games in Melbourne mit 4:11,48 min auf den elften Platz. 2007 schied sie bei den Weltmeisterschaften in Osaka mit 4:15,99 min im Halbfinale aus und im Jahr darauf kam sie bei den Hallenweltmeisterschaften in Peking mit 4:18,26 min nicht über den Vorlauf hinaus. 2010 wurde sie bei den Commonwealth Games in Neu-Delhi mit 4:12,87 min auf den elften Platz und 2012 schied sie bei den Olympischen Sommerspielen in London mit 4:05,57 min im Halbfinale aus. 2014 wurde sie Mutter eines Sohnes und legte deshalb eine einjährige Wettkampfpause ein. 2016 nahm sie erneut an den Olympischen Sommerspielen in Rio de Janeiro teil und schied dort mit 4:12,00 min in der ersten Runde aus. Im Jahr darauf bestritt sie ihre letzten offiziellen Wettkämpfe und beendete dann ihre aktive sportliche Karriere im Alter von 35 Jahren.
In den Jahren 2007 und 2008 wurde Stellingwerff kanadische Meisterin im 1500-Meter-Lauf.

## Persönliche Bestleistungen
- 800 Meter: 2:01,22 min, 23. August 2012 in Lausanne
- 1500 Meter: 4:05,08 min, 31. Mai 2012 in Rom
  - 1500 Meter (Halle): 4:09,96 min, 20. Februar 2009 in Stockholm
- Meile: 4:28,62 min, 14. September 2007 in Brüssel